# Vysoké Veselí
Vysoké Veselí (německy Hochwessely či Wisokiwesseli) je město v okrese Jičín v Královéhradeckém kraji asi třináct kilometrů jihovýchodně od Jičína. Žije zde 883 obyvatel.

## Historie
První písemná zmínka o městě pochází z roku 1323, kdy náleželo k panství Vartenberků. Mezi lety 1297–1312 užíval velmož Beneš II. predikát z Veselí a Vartenberka, Vartenberkové zde měli tvrz. Slavným obdobím historie prošlo Vysoké Veselí v období knížecí rodiny Paarů, kteří přestavěli zámek, provozovali pivovar a roku 1871 postavili cukrovar.
Do roku 1976 do města vedla regionální železniční trať Smidary – Vysoké Veselí.
Od 22. června 2007 byl obci vrácen status města.

## Přírodní poměry
Město stojí ve Východolabské tabuli. Podél jeho západního okraje protéká řeka Cidlina, jejíž tok a přilehlé pozemky jsou zde součástí přírodní památky Javorka a Cidlina – Sběř. Jihovýchodně od města leží přírodní památka Veselský háj.

## Obyvatelstvo
| Rok            | 1869  | 1880  | 1890  | 1900  | 1910  | 1921  | 1930  | 1950  | 1961  | 1970 | 1980 | 1991 | 2001 | 2011 | 2021 |
| -------------- | ----- | ----- | ----- | ----- | ----- | ----- | ----- | ----- | ----- | ---- | ---- | ---- | ---- | ---- | ---- |
| Počet obyvatel | 1 642 | 1 798 | 1 694 | 1 607 | 1 612 | 1 605 | 1 451 | 1 116 | 1 024 | 890  | 889  | 847  | 849  | 863  | 874  |
| Počet domů     | 213   | 220   | 227   | 216   | 246   | 255   | 316   | 339   | 302   | 281  | 268  | 331  | 337  | 348  | 345  |

## Městská správa

### Místní části
- Veselská Lhota
- Vysoké Veselí

### Městské symboly
Znak města je historický, vlajka byla městu udělena rozhodnutím předsedy Poslanecké sněmovny Parlamentu České republiky dne 12. května 2016.

## Pamětihodnosti

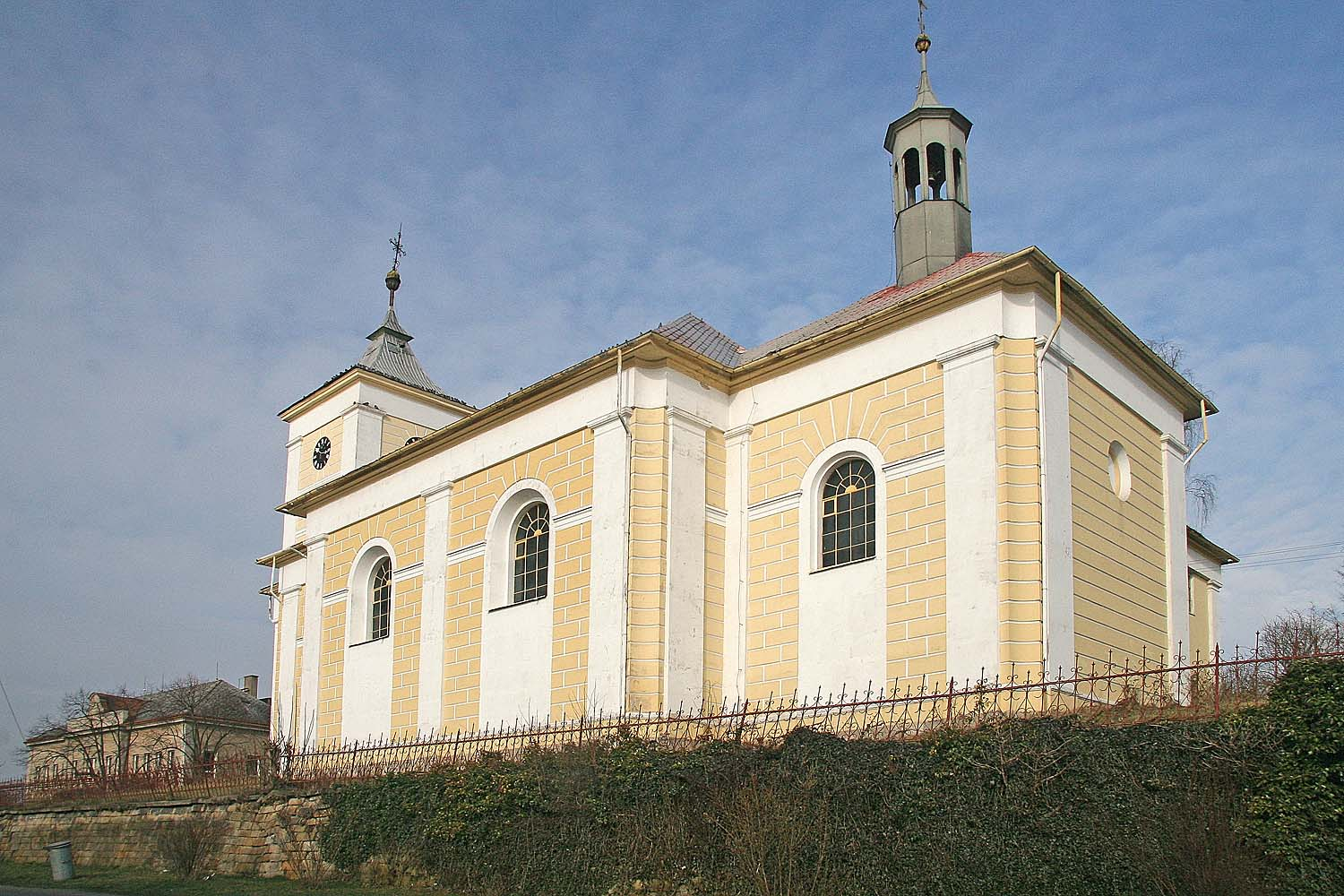
Kostel Svatého Mikuláše Tolentinského

- Zámek Vysoké Veselí – Ze středověké tvrze byl v roce 1585 vybudován renesanční zámek, s dochovaným kamenným aliančním erbem majitelů Jana Bořka Dohalského z Dohalic a Barbory ze Solopysk. Po roce 1715 jej Paarové přestavěli na barokní a na místě zbořené fortifikace vznikla zahrada. Po požáru v roce 1835 kníže Karel  Paar zámek přestavěl v empírovém stylu. Po vyvlastnění zámek pustl, až byl od roku 1950 přestavěn na školu. Při tom byl nevhodně modernizován, stejně jako v letech 1967–1969.[10]
- Kostel svatého Mikuláše Tolentinského
- Socha svatého Jana Křtitele (mezi mostem přes Cidlinu a hasičskou zbrojnicí)
- Sloup se sochou Piety na křižovatce ulice Zahraničních hrdinů a Rybniční
- Sloup se sochou svatého Václava u cesty do zámku
- Pomník Karla Havlíčka Borovského, replika kutnohorského pomníku od Josefa Strachovského z roku 1883

## Osobnosti
- Jan Deyl (1855–1924), oftalmolog, profesor Univerzity Karlovy, zakladatel vychovatelny pro slepé v Praze[11]
- Bedřich Franz (1796–1860), profesor fyziky, matematiky, fotograf, opat kláštera v Nové Říši
- Václav Šimerka (1819–1887), matematik, fyzik, filosof a kněz